# پیر لوکوک
پیر لکوک (به فرانسوی: Pierre Lecoq) ایران‌شناس، زبان‌شناس، فیلولوژیست بلژیکی است. 
لکوک دکترایش را در علوم انسانی زیر نظر ژاک دوشن-گیمن در دانشگاه لیژ گرفت. عضو مرکز ملی پژوهش‌های علمی فرانسه در زمینهٔ دنیای ایرانی و هندی تا سال ۲۰۰۴ بود. او مدیر بخش علوم تاریخی و زبان‌شناسی پاریس است. لکوک همچنین در École du Louvre کتیبه‌های فارسی باستان و زبان پارسی میانه تدریس می‌کند.
لکوک ابتدا کار خود را وقف زبان‌های باستانی ایران، عمدتاً فلسفهٔ اوستا و قرائت خط فارسی باستان، کرد. رویکرد در زمانی او به زبان‌های ایرانی همراه با دانش عمیق او در مورد زبان‌های هندوآریایی و زبان‌های ایرانی میانه؛ و همچنین مطالعات او در زمینهٔ واج‌شناسی و دیرینه‌نویسی خط میخی فارسی باستان، منجر به ارائهٔ ترجمهٔ کامل کتیبه‌های هخامنشی (با توجه به نسخه‌های موازی در ایلامی و بابلی) شد. همچنین ترجمهٔ کامل اوستا به زبان فرانسه (پاریس، ۲۰۱۶) از کارهای عمدهٔ لکوک است.
لکوک در زمینهٔ گونه‌شناسی زبان‌های ایرانی چندین اثر منتشر کرده‌است. از جمله در مورد زیستگاه اولیهٔ زبان کردی فرضیه‌ای پیشنهاد کرد. او همچنین کتابی در توصیف گویش سیوندی فارس (دستور زبان و متون، ۱۹۷۹) نوشت. جامع‌ترین کار او در این زمینه یک مطالعهٔ گسترده‌است که در مورد گویش‌های کارمانیای باستان منتشر کرد (تحقیق در مورد گویش‌ها، دستور زبان‌ها و متون کرمانی، ۲۰۰۲).
از آخرین آثار پیر لکوک ترجمهٔ کامل شاهنامه به زبان فرانسه (۲۰۲۰) است، که اولین ترجمه پس از ژول مول (۷ جلد، تکمیل شده در ۱۸۷۸) است.

## آثار
- Les inscriptions de la Perse achéménide: traduit du vieux perse, de l'élamite, du babylonien et de l'araméen. Gallimard. Paris, 1997. (L'Aube des peuples)
- Sir Harold W. Bailey (1899-1996), Studia Iranica, 1997, vol. 26, 1, pp. 117–118
- La grammaire historique du kurde, The Journal of Kurdish Studies, 1996-1997, vol. 2, pp. 31–36
- Un aspect de la politique religieuse de Gaumata le Mage, in: Au carrefour des religions: mélanges offerts à Philippe Gignoux, Rika GYSELEN ed. Bures sur Yvette: Groupe pour l'Etude de la Civilisation du Moyen-Orient; Peeters diff. , pp. 183–186. (Res Orientales, 7) Leuven 1995
- Ferdowsi, Shâhnâmeh. Le Livre des Rois, traduit du persan en vers libres et rimées, Paris, Les Belles Lettres/Geuthner, 2019 (prix R. et T. Ghirshman de l'AIBL, 2020 ; prix Iraj Afshâr 2020).
- Les Livres de l’Avesta. Les textes sacrés des mazdéens ou zoroastriens. Introduction à la religion mazdéenne, traduction intégrale et annotations, Paris, Le Cerf, 2016 (Prix E. Benvensite de l’AIBL, 2018).
- Recherches sur les dialectes kermaniens, (Acta Iranica, 39), Louvain, Peeters, 2002.
- Les inscriptions achéménides, Paris, Gallimard, 1997 (traduit en persan Katibehāye Haxāmaneši, Tehrān, 1381, [2003]).
- Le dialecte de Sivand, Wiesbaden, Reichert, 1979.